# 1997 FNS歌謡祭
『1997 FNS歌謡祭』（1997 エフエヌエスかようさい）は、1997年12月11日 19:00 - 21:54（JST）に生放送された通算26回目の『FNS歌謡祭』である。

## 概要
今回は前回に続いて横浜アリーナが会場となったが、横浜アリーナでの開催はこれが最後、次回からは3年振りに「グランドプリンスホテル新高輪」が会場となる。
この年の9月23日を以て、長きに渡り放送枠を提供した『火曜ワイドスペシャル』が廃枠となり、その2ヶ月弱後の11月18日には19:00の『まんが名作劇場 サザエさん』（再放送）も終了したため、10月より新たに木曜19:00 - 20:54に設置された『強力!木スペ120分』を借り切り、『とんねるずのみなさんのおかげでした』も休止にした上で19:00 - 21:54の枠で放送、以後2002年まで木曜放送となる。なお『FNS歌謡祭』の「木曜放送」は、コンテスト時代の1975年7月17日放送の第3回（1975年上期）本選以来22年半振りで、コンサート時代では初であり、12月の第2木曜日に生放送された唯一の回でもある。
この年4月に開局したばかりのさくらんぼテレビ（山形での放送は1992年度に山形テレビで放送されて以来4年ぶり）と高知さんさんテレビで初めて放送された『FNS歌謡祭』。
今回をもって『FNS歌謡祭』本編では、2014年まで観客を入れた形式での放送は行われていなかった。2015年以降、2DAYS方式になったため、基本的に第2夜の『FNS歌謡祭』では、観客を入れた形式での放送を行っている。
演歌・歌謡曲勢は香西かおり、長山洋子、藤あや子の3人で出演となった。
ジャニーズ事務所からはSMAP、TOKIO、V6、KinKi Kidsの4組が出演した。また、KinKi Kidsは『FNS歌謡祭』に初出演となった。

## 出演者

### 司会
- 楠田枝里子
- 川端健嗣（当時：フジテレビアナウンサー）

### 出演アーティスト
- 相川七瀬
- 安室奈美恵
- Every Little Thing
- F-BLOOD
- 華原朋美
- KinKi Kids
- 工藤静香
- GLAY
- globe
- 香西かおり
- 篠原ともえ
- シャ乱Q
- 鈴木雅之
- SPEED
- SMAP
- 玉置浩二
- T.M.Revolution
- TOKIO
- 長山洋子
- PUFFY
- 藤あや子
- 前田亘輝（TUBE）
- MAX
- 松たか子
- 松田聖子
- 観月ありさ
- 森高千里
- Le Couple

太字は当年のNHK『第48回NHK紅白歌合戦』にも出場した歌手である。

## スタッフ
- 制作：井上信悟
- 構成：玉井貴代志／高須晶子
- 音楽：広瀬健次郎
- 美術制作：石鍋伸一朗
- デザイン：越野幸栄
- 美術進行：足立和彦
- 大道具：斎藤二朗
- アートフレーム：佐藤信廣
- 電飾：渡辺信一
- 視覚効果：小熊雅樹
- アクリル装飾：太田浩
- メイク：田川達郎
- 特殊装置：福田隆正
- 楽器：磯元洋一
- 技術：佐藤五十一
- SW：関克哉
- カメラ：米山和孝
- 音声：工藤晃義
- 映像：早川謙二
- 照明プロデューサー：谷川富也
- 照明：植松晃一
- 音響効果：戸辺豊（OCBプロ）
- 編集：大林敏明（IMAGICA）
- プロデューサー：水口昌彦、きくち伸
- プロデューサー・演出：大前一彦
- 技術協力：八峯テレビ、共同テレビジョン、サンフォニックス、FLT、バリライト
- 協力：横浜アリーナ
- 制作：フジテレビ第二制作部
- 制作著作：フジテレビ